# Gaetano Carli
Gaetano Carli OFMCap (* 25. April 1811 in Castagnetto, Toskana; † 11. Dezember 1887) war ein italienischer Ordensgeistlicher und römisch-katholischer Apostolischer Vikar von Agra.

## Leben
Gaetano Carli trat in die Ordensgemeinschaft der Kapuziner ein.
Am 23. August 1842 wurde er zum Titularbischof von Halmiros und zum Koadjutor des Apostolischen Vikars von Tibet-Hindustan ernannt. Die Bischofsweihe spendete ihm am 7. Mai des darauffolgenden Jahres der Apostolische Vikar von Tibet-Hindustan, Giuseppe Borghi OFMCap.
Mit der Ernennung von Giuseppe Borghi zum Bischof von Cortona folgte Gaetano Carli ihm als Apostolischer Vikar nach und bekleidete das Amt bis zu seiner Emeritierung am 7. Dezember 1856. Zwischen 1869 und 1870 nahm Bischof Gaetano Carli als Konzilsvater am Ersten Vatikanischen Konzil teil.